# Авратин (Хмельницкая область)
Авра́тин (укр. Авра́тин) — село в Волочисском районе Хмельницкой области Украины.
Население по переписи 2001 года составляло 628 человек. Почтовый индекс — 31211. Телефонный код — 3845. Занимает площадь 1,7 км². Код КОАТУУ — 6820980301.

## Известные уроженцы
- Смолий, Валерий Андреевич (род. 1950) — украинский учёный-историк. Доктор исторических наук. Академик НАН Украины. Заслуженный деятель науки и техники Украины.

## Местный совет
31211, Хмельницкая обл., Волочисский р-н, с. Авратин